# Pleuraphodius lewisi
Pleuraphodius lewisi är en skalbaggsart som beskrevs av Waterhouse 1875. Pleuraphodius lewisi ingår i släktet Pleuraphodius och familjen Aphodiidae. Inga underarter finns listade i Catalogue of Life.